# K10
K10 — x86-совместимая микроархитектура центрального процессора, разработанная корпорацией AMD. Впервые представлена в 2007 году с выпуском процессоров Phenom и Opteron второго поколения, предназначенных как для серверного, так и для потребительского рынка. Микроархитектура K10 является дальнейшим развитием K8 и содержит множество улучшений, таких как увеличение количества ядер, улучшенная система управления энергопотреблением, поддержка новой шины HyperTransport 3.0 и встроенный контроллер памяти DDR3.

## История
Первое упоминание о микроархитектуре следующего поколения появилось в 2003 году, на форуме Microprocessor Forum 2003. На нём отмечалось, что в новую микроархитектуру будет положена многоядерность процессоров, которые будут работать на тактовых частотах до 10 ГГц. Позднее тактовые частоты были в несколько раз занижены. Первые официальные упоминания AMD о разработке четырёхъядерных процессорах появились в мае 2006 в стратегическом плане, опубликованном на срок до 2009 года.
Правда, тогда новая микроархитектура значилась под кодовым наименованием AMD K8L, и только в феврале 2007 года было утверждено окончательное наименование AMD K10.
Процессоры, основанные на улучшенной архитектуре AMD K8, должны были стать первыми четырёхъядерными процессорами AMD, а также первыми процессорами на рынке, в котором все 4 ядра расположены на одном кристалле (ранее ходили слухи о появлении четырёхъядерного процессора AMD, представляющего собой два двухъядерных кристалла Opteron).

## Особенности архитектуры
Основным отличием процессоров поколения K10 от своих предшественников на базе AMD K8 является объединение четырёх ядер на одном кристалле, обновления протокола Hyper-Transport до версии 3.0, общий для всех ядер кэш L3, а также перспективная поддержка контроллером памяти DDR3. Сами ядра также были модернизированы по сравнению с ядрами AMD K8.

### Direct Connect Architecture
- Позволяет увеличить производительность и эффективность путём прямого соединения контроллера памяти и канала ввода-вывода с ядром.
- Разработана для одновременного выполнения как 32-битных, так и 64-битных вычислений.
- Интеграция контроллера памяти стандарта DDR2 (вплоть до режима 533 (1066) МГц, а также с перспективной поддержкой DDR3)

Преимущества:
- Увеличение производительности приложений путём сокращения задержек при обращении к памяти
- Распределяет полосу пропускания памяти в зависимости от запросов
- Технология Hyper-Transport обеспечивает соединение на пиковой скорости до 16,0 ГБ/с для предотвращения задержек
- До 33,1 ГБ/с суммарной пропускной способности между процессором и системой (с учетом шины Hyper-Transport и контроллера памяти)

### AMD Balanced Smart Cache
Общий для всех ядер кэш L3 объёмом 2 МБ в дополнение к 512 КБ кэша L2 для каждого ядра. Преимущество — сокращение задержек при обращении к часто используемым данным для увеличения производительности.

### AMD Wide Floating Point Accelerator
128-битный FPU для каждого ядра. Преимущество — ускорение выборки и обработки данных в вычислениях с плавающей запятой.

### HyperTransport
- Один 16-битный канал со скоростью 4000 MT/s
- Соединение Hyper-Transport с пиковой скоростью до 8,0 ГБ/с и до 16,0 ГБ/с при работе в режиме Hyper-Transport 3.0
- До 33,1 ГБ/с суммарной пропускной способности между процессором и системой (с учетом шины Hyper-Transport и контроллера памяти)

Преимущество — быстрый доступ к системным ресурсам для увеличения производительности.

### Интегрированный контроллер памяти
- Интегрированный контроллер памяти с высокой пропускной способностью и низкими задержками
- Поддержка PC2-8500 (DDR2-1066); PC2-6400 (DDR2-800), PC2-5300 (DDR2-667), PC2-4200 (DDR2-533) и PC2-3200 (DDR2-400) небуферизованных модулей памяти
- Поддержка DDR3-1333, DDR3L-1066[2]
- Поддержка 64-битной DDR2 SDRAM
- Пропускная способность до 17.1 Гб/с.

Преимущество — быстрый доступ к системным ресурсам для увеличения производительности.

### AMD-V
Аппаратный набор функций разработанных для увеличения производительности, надёжности и безопасности в существующих и будущих средах виртуализации, позволяющий виртуальным машинам напрямую обращаться к выделенной памяти

### Cool’n’Quiet 2.0
- Усовершенствованная система управления питанием, автоматически регулирующая производительность процессора в зависимости от нагрузки
- Снижение потребления энергии и скорости вращения кулера в режиме простоя

### CoolCore
- Позволяет снижать энергопотребление путём отключения неиспользуемых частей процессора.
- Раздельная система для контроллера памяти и логики процессора позволяет управлять напряжением и отключать их независимо друг от друга
- Работает автоматически без необходимости поддержки со стороны драйвера или BIOS
- Позволяет независимо управлять частотами каждого ядра
- Скорость переключения режимов работы равна одному такту процессорного ядра

### TLB bug
В связи с процессорами Agena и Barcelona (AMD) часто упоминается так называемая TLB bug, или ошибка TLB. Данная ошибка встречается во всех четырёхъядерных процессорах AMD ревизии B2 и может привести в очень редких случаях к непредсказуемому поведению системы при высоких нагрузках. Данная ошибка критична в серверном сегменте, что явилось причиной приостановки всех поставок процессоров Barcelona (AMD) ревизии В2. Для настольных процессоров Phenom был предложен TLB patch который предотвращает возникновение ошибки путём отключения части логики TLB. Данный патч, хоть и спасает от TLB bug но также негативно влияет на производительность. Ошибка исправлена в ревизии B3.

### TDP и ACP
С выходом процессоров Opteron 3G на ядре Barcelona компания AMD ввела новую энергетическую характеристику под названием ACP (Average CPU Power) — средний уровень энергопотребления новых процессоров при нагрузке. AMD также продолжит указывать и максимальный уровень энергопотребления — TDP.

## Технические характеристики
- техпроцесс: 65нм-32нм SOI
- площадь ядра: 283 мм²
- количество транзисторов: 450 млн
- напряжение: 1,05—1,38 В
- форм-факторы: 
  - Socket AM2+ (940 контактов)
  - Socket AM3 (941 контакт)
  - Socket FM1 (905 контактов)
  - Socket F (1207 контактов)

## Варианты

### Для настольных компьютеров
Процессор Phenom для настольных систем, а также Opteron серий 13хх для сокета Socket AM2+. Все процессоры серии Phenom построены на Socket AM2+ обратно совместимом с Socket AM2. При использовании процессоров Phenom на материнских платах с поддержкой Socket AM2 он лишается поддержки шины Hyper-Transport 3.0, раздельного тактования контроллера памяти (северного моста), кэша L3 и ядер, а также некоторых энергосберегающих функций.

### Для серверов
Opteron серий 83хх и 23хх для серверов.
Процессоры серии Opteron так же получат возможность работы в старых материнских платах, основанных на Socket F. В обоих случаях потребуется лишь обновление BIOS материнской платы. Все данные процессоры построены на архитектуре AMD64, они способны работать с 32-битным x86, 16-битным и AMD64 кодом.
Оригинальное ядро K10 имеет кодовое имя «Barcelona» для сопроцессоров, предназначенных для серверов. Позже были выпущены процессоры для настольных компьютеров, там ядро K10 получило название «Agena».

## Процессоры с ядром K10
С появлением процессоров поколения К10 в ассортименте AMD изменились также их обозначения — под новыми обозначениями скрываются как модели, основанные на К10, так и на AMD K8.
| Серия процессоров               | Обозначение |
| ------------------------------- | ----------- |
| Phenom X4 quad-core (Agena)     | X4 9хх0     |
| Phenom X3 triple-core (Toliman) | X3 8хх0     |
| Athlon dual-core (Kuma)         | 7хх0        |
| Athlon single-core (Lima)       | 1хх0        |
| Sempron single-core (Sparta)    | 1хх0        |

### Ядро Barcelona
10 сентября 2007 года:
83xx
- AMD Opteron 3G 8350, 4 ядра, 2,0 ГГц, 75 Вт
- AMD Opteron 3G 8347, 4 ядра, 1,9 ГГц, 75 Вт
- AMD Opteron 3G 8347 HE, 4 ядра, 1,9 ГГц, 55 Вт
- AMD Opteron 3G 8346 HE, 4 ядра, 1,8 ГГц, 55 Вт

23xx
- AMD Opteron 3G 2350, 4 ядра, 2,0 ГГц, 75 Вт
- AMD Opteron 3G 2347, 4 ядра, 1,9 ГГц, 75 Вт
- AMD Opteron 3G 2347 HE, 4 ядра, 1,9 ГГц, 55 Вт
- AMD Opteron 3G 2346 HE, 4 ядра, 1,8 ГГц, 55 Вт
- AMD Opteron 3G 2344 HE, 4 ядра, 1,7 ГГц, 55 Вт

9 апреля 2008 года:
83xx
- AMD Opteron 3G 8356, 4 ядра, 2,3 ГГц, 75 Вт
- AMD Opteron 3G 8354, 4 ядра, 2,2 ГГц, 75 Вт

23xx
- AMD Opteron 3G 2356, 4 ядра, 2,3 ГГц, 75 Вт
- AMD Opteron 3G 2354, 4 ядра, 2,2 ГГц, 75 Вт
- AMD Opteron 3G 2352, 4 ядра, 2,1 ГГц, 75 Вт

13xx
- AMD Opteron 3G 1356, 4 ядра, 2,3 ГГц, 75 Вт
- AMD Opteron 3G 1354, 4 ядра, 2,2 ГГц, 75 Вт
- AMD Opteron 3G 1352, 4 ядра, 2,1 ГГц, 75 Вт

13 мая 2008 года:
83xx
- AMD Opteron 3G 8347 HE, 4 ядра, 1,9 ГГц, 55 Вт
- AMD Opteron 3G 8346 HE, 4 ядра, 1,8 ГГц, 55 Вт

23хх
- AMD Opteron 3G 2347 HE, 4 ядра, 1,9 ГГц, 55 Вт
- AMD Opteron 3G 2346 HE, 4 ядра, 1,8 ГГц, 55 Вт
- AMD Opteron 3G 2344 HE, 4 ядра, 1,7 ГГц, 55 Вт

9 июня 2008 года:
83хх
- AMD Opteron 3G 8360 SE, 4 ядра, 2,5 ГГц, 95 Вт
- AMD Opteron 3G 8358 SE, 4 ядра, 2,4 ГГц, 95 Вт

23хх
- AMD Opteron 3G 2360 SE, 4 ядра, 2,5 ГГц, 95 Вт
- AMD Opteron 3G 2358 SE, 4 ядра, 2,4 ГГц, 95 Вт

## Процессоры с ядром K10h
K10h — ядра K10, переведённые на новый, 45-нм, техпроцесс. Основная цель перехода на новый техпроцесс — повышение частот процессорной линейки Phenom, снижение TDP, а также себестоимости производства. По словам AMD, процессоры Deneb/Shanghai обходят равночастотные Agena/Barcelona на 35 %, обладая энергопотреблением на 30 % ниже.

### Deneb (Shanghai)
Ядро Deneb (Shanghai) состоит из 758 млн транзисторов и имеет площадь в 243 мм² (против 463 млн и 283 мм² соответственно у 65-нм Barcelona и 731 млн и 246 мм² у Intel Nehalem). Отличается увеличенным кэшем L3 (с 2 до 6 МБ), а также незначительными оптимизациями архитектуры.
Анонс процессоров Opteron на ядре Shanghai состоялся 13 ноября 2008. Первые процессоры на ядре Deneb выпущены AMD 8 января 2009 года под именем Phenom II X4 (модели 920 и 940 Black Edition).

### Propus
Представляет собой аналог процессора Deneb, но без кэша L3. Анонс 45-нм Phenom на ядре Propus запланирован на начало 2009 года.